# الأدلة الميدانية للجيش الأمريكي

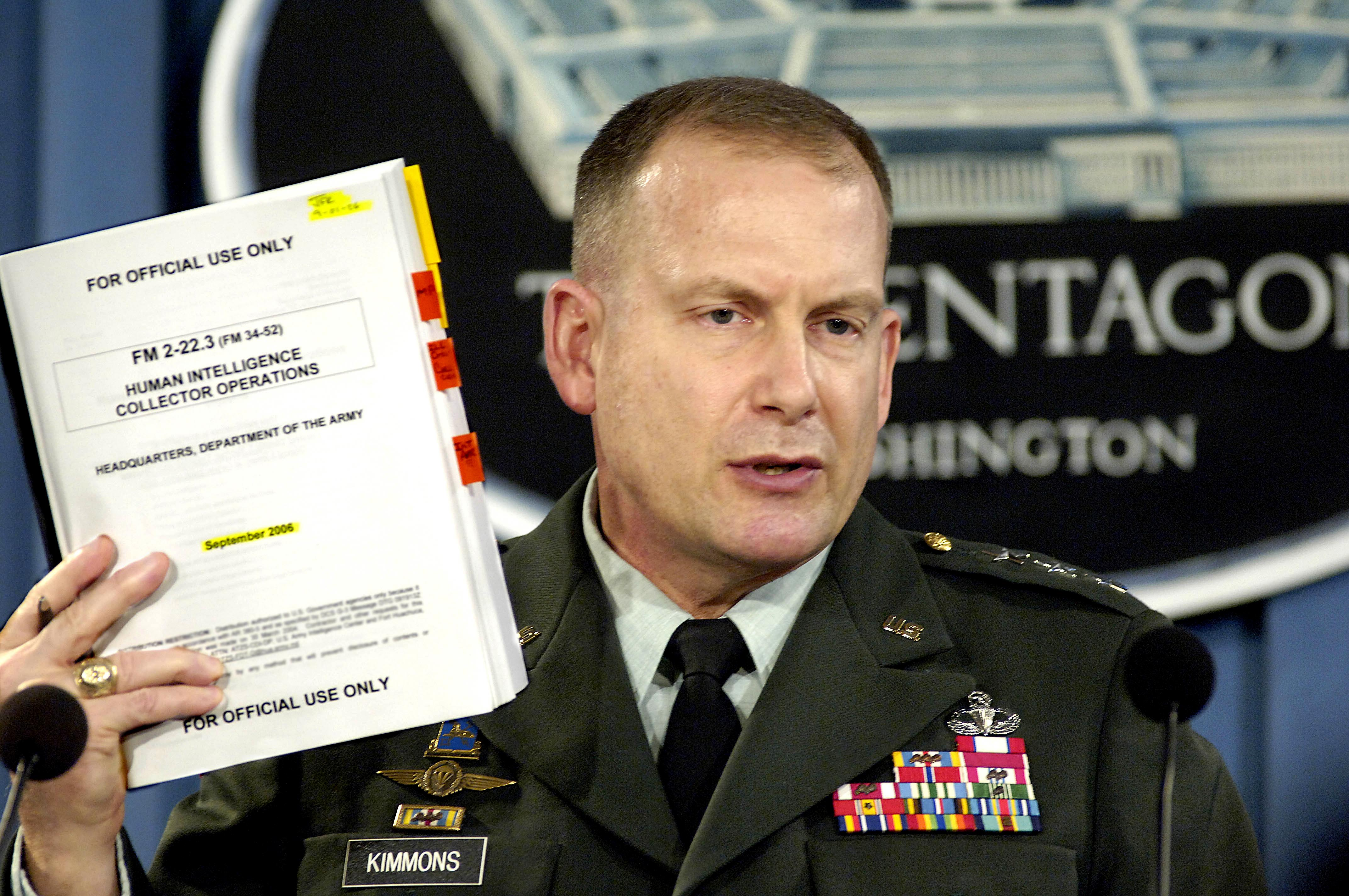
الجنرال. جون كيمونز مع نسخة من الدليل الميداني للجيش الأمريكي ، FM 2-22.3 ، بعنوان عمليات تجميع الاستخبارات البشرية ، عام 2006.

يتم نشر الأدلة الميدانية للجيش الأمريكي (بالإنجليزية: United States Army Field Manuals) من قبل مديرية النشر لجيش الولايات المتحدة، وحتى تاريخ 27 يوليو 2007، كان هناك 542 كتيبًا ميدانيًا قيد الاستخدام. وتحتوي هذه الكتيبات على معلومات تفصيلية وإرشادات للإجراءات المهمة للجنود الذين يخدمون في ميادين القتال. ابتداءً من عام 2010، بدأ الجيش الأمريكي مراجعة جميع منشوراته في العقيدة القتالية، في إطار مبادرة «عقيدة 2015»، ومنذ ذلك الحين تم نشر أهم العقائد القتالية الجديدة في منشورات عقيدة الجيش (ADP) والمنشورات المرجعية لعقيدة الجيش (ADRP)، لتحل محل الكتيبات الميدانية السابقة. تكمّل منشورات تقنيات الجيش (ATP)، ونشرات تدريب الجيش (TC)، والأدلة الفنية للجيش (TM) المجموعة الجديدة من المنشورات العقائدية القتالية للجيش الأمريكي. لم يتم إلغاء جميع كتيبات FM، سيستمر استعمال 50 كتيبًا ميدانيًا محددًا ومراجعتها بشكل دوري. عادة ما تكون الكتيبات متاحة للجمهور بتكلفة منخفضة أو مجانية إلكترونيًا، وبدأت العديد من المواقع الإلكترونية في نشر نسخ نسق المستندات المنقولة من الكتيبات الميدانية للجيش والأدلة الفنية، وكتيبات الأسلحة.

## استخدام الكتيبات الميدانية
العديد من الكتيبات الميدانية العسكرية الأمريكية هي ملكية عامة. قد تكون الأدلة الميدانية الأمريكية مورداً قيماً خاصة بالنسبة للأشخاص الذين يتدربون على مهارات البقاء على قيد الحياة (على سبيل المثال قد يستفيد منها: المقاتلون الغير مندرجين في جيوش نظامية،المؤمنون بـالبقائية، والمسافرون المغامرون، وضحايا الكوارث الطبيعية).

## ويكي الكتيبات الميدانية
وفقا لصحيفة نيويورك تايمز (بتاريخ 14 أغسطس 2009)، فقد بدأ الجيش الأمريكي في «موسوعة ويكي (milwiki)» لبعض الكتيبات الميدانية - بالإضافة للسماح لأي مستخدم مرخص له بتحديث الكتيبات. عملية النقل من كتيبات إلى موسوعة رقمية تمت على وجه التحديد باستخدام ذراع ميدياويكي لتطبيق الشبكات للجيش الأمريكي المسمى milSuite ، وقد تم تصنيف العملية من قبل البيت الأبيض كمبادرة حكومية مفتوحة في عام 2010.
milSuite والخدمات التي يقدمها تكون حصرا لأفراد الجيش الأمريكي ولا يمكن الولوج لها إلا عبر بطاقة الوصول المشترك.

## قائمة الكتيبات الميدانية المختارة
- FM 6-22 Leader Development «توفر مبادئ تطوير قائد الجيش، المبادئ الأساسية التي جعلت الجيش ناجحًا في تطوير قادته».
- FM 1, The Army [A] - «يؤسس المبادئ الأساسية لتوظيف القوى الأرضية». معا، هو و FM3-0 تعتبر من قبل الجيش الاميركي أن «الاثنان كتيبان يشرحان ركائز العقيدة العسكرية».[5]
- FM3–0، Operations [B] - دليل العمليات «يحدد أساسيات القتال الحربي للأجيال القادمة والحالية من المجندين».[6]
- FM 3-05.70 دليل البقاء للجيش الأمريكي - يستعمل لتدريب الجنود على تقنيات البقاء على قيد الحياة (سابقًا FM 21-76).
- FM 3-0.5.130 ، كتيب لقوات العمليات الخاصة للجيش الأمريكي والحرب غير التقليدية. يؤسس الكتيب مبدأ حجر الزاوية لعمليات قوات العمليات الخاصة التابعة للجيش (ARSOF) في الحرب غير التقليدية.
- FM 5-31، Boobytraps - يصف كيف يمكن استخدام رسوم ومواد الهدم العادية للأجهزة المتفجرة التي يفعلها الضحية بها (مثلا علبة مففخة، باب مربوط بقذيفة تنفجر عن فتح الباب). لم يعد هذا الدليل نشطًا، ولكن لا يزال يتم الرجوع إليه بشكل متكرر.
- إف إم 3-21.8، فصيلة بندقية المشاة والفرقة
- FM 3-24، التمردات ومكافحة التمردات ؛ - تم نشره في مايو 2014.
- FM 34-52، استجواب المخابرات - يستخدم لتدريب محققي وكالة المخابرات المركزية على إجراء استجوابات فعالة مع الامتثال للقانون الأمريكي والقانون الدولي. حُدث في ديسمبر 2005 لتشمل 10 صفحة صنفت كأقسام سرية نتيجة لفضيحة تعذيب وسوء معاملة سجناء أبو غريب. حل محله في سبتمبر 2006 (FM 2-22.3، عمليات تجميع الاستخبارات البشرية).
- FM 3-21.20 - يغطي اختبار اللياقة البدنية للجيش (APFT)
- (FM 27-10 1956) - حجر الأساس لقواعد الحرب للجيش الأمريكي. تم تعديل هذا الدليل في عام 1976 ولا يزال يستخدمه الجيش الأمريكي حتى اليوم.
- (FM 3-25,150 Combatives)
- FM 3-22.5 (العروض العسكرية Drill and Ceremony )

ملاحظات للقراءة المتعمقة
A. ^Headquarters, Department of the Army (14 يونيو 2005). FM 1, The Army. Washington, DC: GPO. OCLC:72695749. ("HTML". مؤرشف من الأصل (www) في 2014-09-04. "PDF" (PDF). مؤرشف من الأصل (PDF) في 2005-06-18. "PDF-in-ZIP". مؤرشف من الأصل (ZIP) في 2013-07-28. Retrieved 31 August 2013.)
B. ^Headquarters, Department of the Army (14 يونيو 2001). FM 3–0, Operations. Washington, DC: GPO. OCLC:50597897.
— Part A: Begin – Chapter 4 (PDF). مؤرشف من الأصل (PDF) في 2007-07-14. اطلع عليه بتاريخ 2013-08-19.
— Part B: Chapter 5 – Chapter 9 (PDF). مؤرشف من الأصل (PDF) في 2007-07-14. اطلع عليه بتاريخ 2013-08-19.
— Part C: Chapter 10 – End (PDF). مؤرشف من الأصل (PDF) في 2007-07-14. اطلع عليه بتاريخ 2013-08-19.

## روابط خارجية
- الصفحة الرئيسية لمديرية نشر الجيش على موقع army.mil - كتيبات ميدانية مجانية وإصدارات أخرى بصيغة pdf.
- مجموعة AHEC بما في ذلك الكتيبات الميدانية المتاحة في مركز التراث والتعليم للجيش الأمريكي، كارلايل، بنسلفانيا
- 500 دليل ميداني عبر الإنترنت في SurvivaleBooks.com
- قائمة غير كاملة من الأدلة الميدانية النشطة في army.mil
- الكتيبات الميدانية على الإنترنت في globalsecurity.org
- ما هو دليل الجيش الميداني؟ بواسطة مجلة سلايت
- دليل عمليات الاستقرار الميداني للجيش الأمريكي، مع مقدمات بقلم الجنرال ويليام كالدويل وميشيل فلورنوي وشون بريملي ومقدمة جديدة بقلم جانين ديفيدسون. آن أربور، مطبعة جامعة ميشيغان، 2009.
- مجموعات الأدلة العسكرية على قرص سي دي أو تنزيلها من موقع eMilitary Manuals.com
- دليل الجيش الميداني، الملحق م، والتعذيب